# Pont du Drac
Le pont du Drac est, historiquement, le premier site de franchissement du Drac à Grenoble. Il relie le quartier Europole, situé dans cette même ville, en rive droite, à la ville de Fontaine, en rive gauche.
Il s'agit, à l'origine, d'un pont routier, ensuite transformé en un pont ferroviaire ne permettant que le passage du tramway (ligne A du tramway de Grenoble), des cycles et des piétons. Celui-ci franchit également l'autoroute A480, aussi dénommé sous le nom de rocade ouest de Grenoble.

## Situation et description

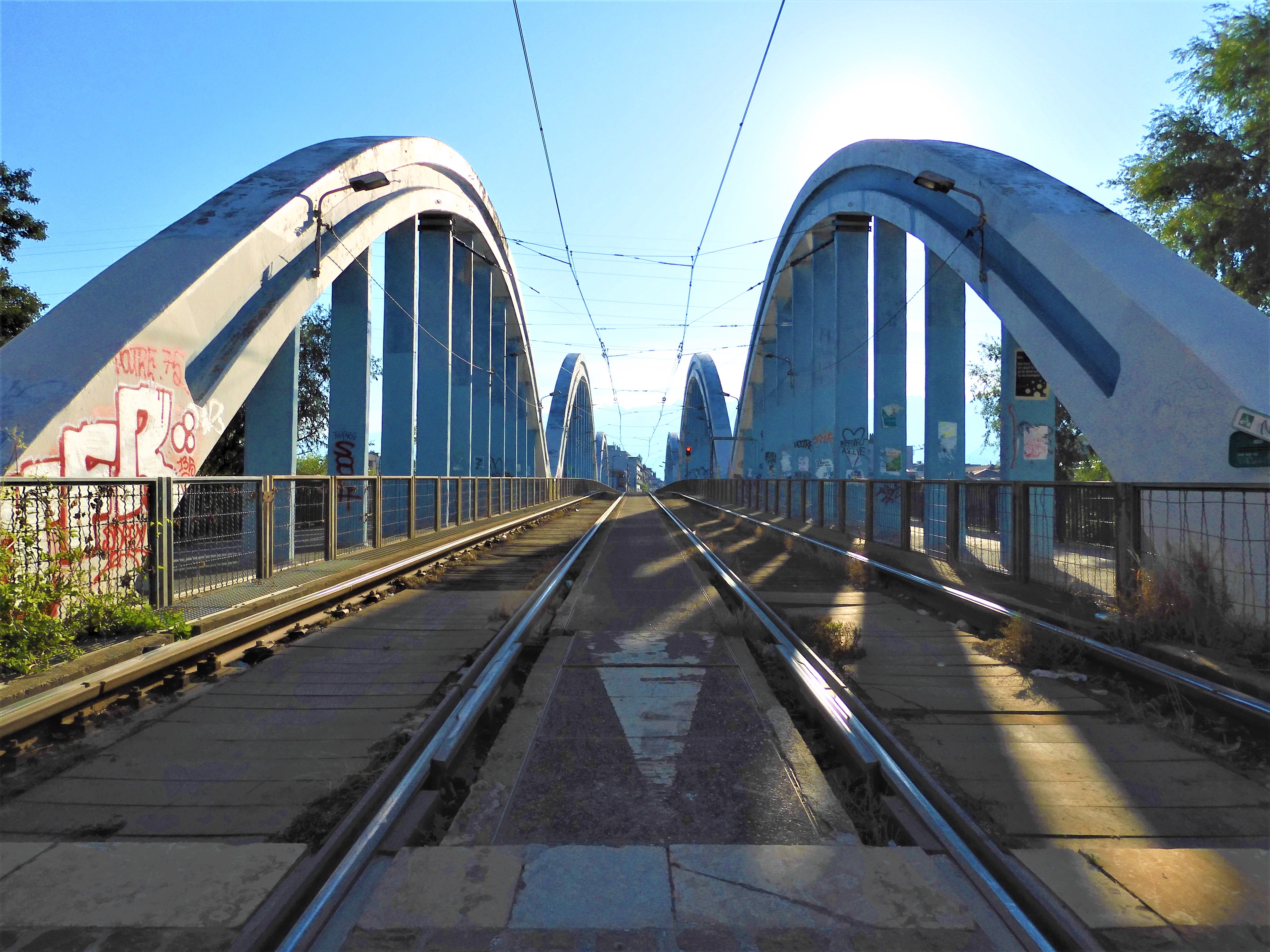
Le pont du Drac et les voies du tramway

Situé à l'ouest de l'agglomération grenobloise, le pont du Drac franchit le Drac, un des principaux affluents de l'Isère, l'autoroute A480 entre les communes de Grenoble et de Fontaine, ainsi que la voie verte de la digue du Drac.
Ce pont, à double arche (dit « bow-string sans raccordement supérieur »), en béton armé et dont la dernière reconstruction date des années 1950, permet le passage d'une ligne de tramway, d'une voie cyclable et d'une voie réservée aux piétons, tous séparés grâce à l'installation de voies dédiées. Sa longueur totale est de 135 mètres et sa portée principale, de 55 mètres.
L'ouvrage qui se dénommait à l'origine « Pont de Sassenage » (car il permettait de relier la ville de Grenoble au bourg de Sassenage) porte le nom de la rivière qu'il franchit.

## Histoire

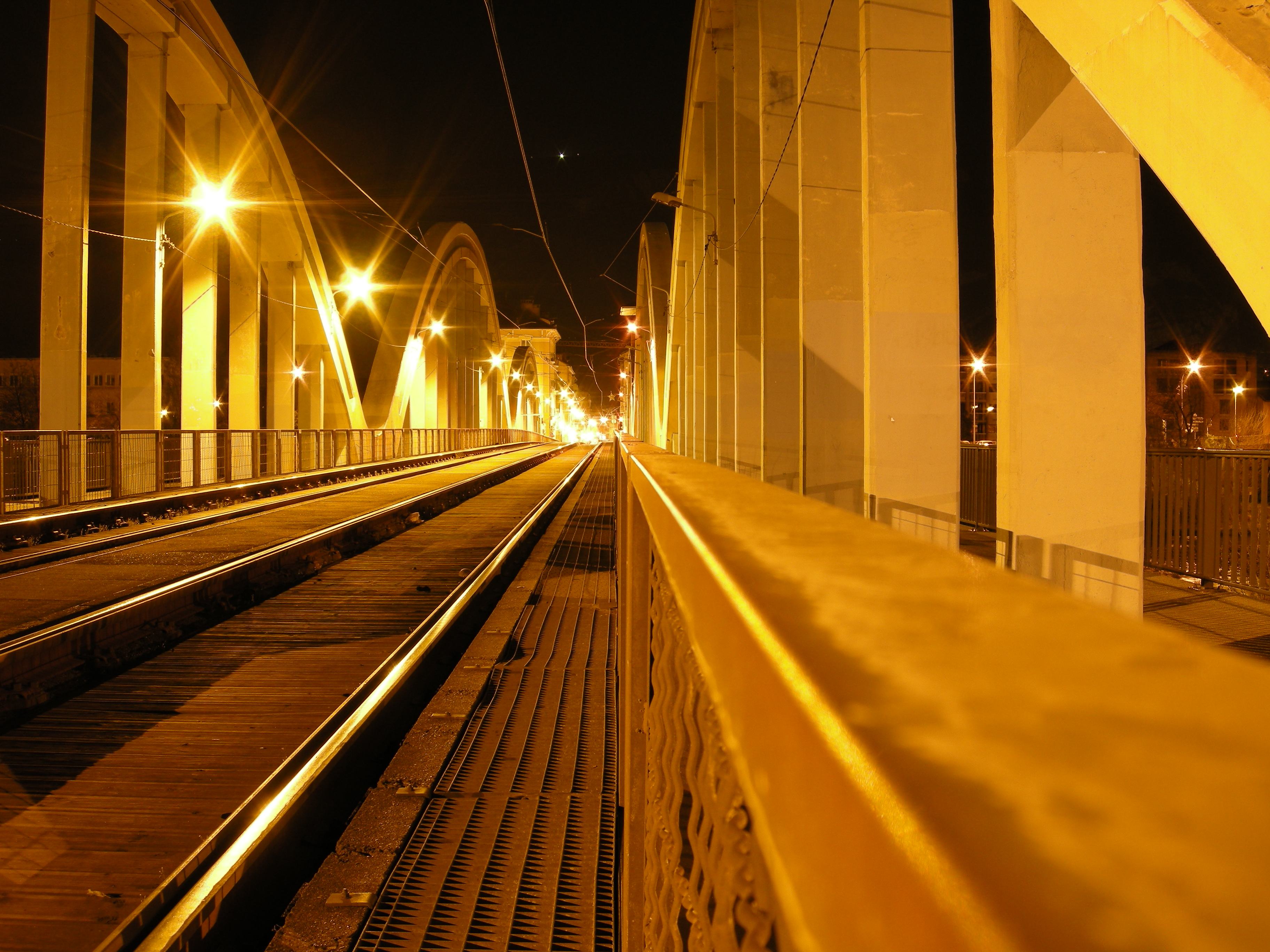
Le pont du Drac, la nuit

La construction du pont suspendu du Drac (ou pont de Sassenage) remonte à l'année 1827. Il est donc le premier ouvrage à franchir le Drac au niveau du territoire de Grenoble (le pont Lesdiguières, datant du XVIIe siècle est situé à Claix) 
Ce premier pont, qui remplacera un vieux bac à traille, est ouvert au public le 7 février 1828. Son but initial était de desservir les communes du canton de Sassenage d'où son nom de pont de Sassenage ou pont à chaines en raison de sa suspension aérienne constituée de chaines. 
Le pont a été réalisé d'une seule travée par l'ingénieur Louis Crozet, futur maire de Grenoble. Sa présence permit la création du cours Berriat en 1841 par un autre maire de Grenoble qui lui donnera son nom. Ce premier pont sera ensuite remplacé par un pont à arches en 1938 qui subira un sabotage de la part des troupes allemandes d'occupation, lors de leur fuite en août 1944. Ce pont subira également un écroulement partiel lors d'une crue en 1954 et nécessitera une reconstruction partielle. La construction du pont du Vercors, deuxième pont à franchir le Drac et se situant en aval, date de 1887.
Le pont Esclangon, destiné au passage des véhicules à moteur, relie également Fontaine et Grenoble a été inauguré en 1986, afin de se substituer au rôle initial du pont du Drac fermé à la circulation routière durant cette même période. Il est également situé en aval, à environ 50 mètres au nord du pont du Drac.